# Vanellus
Вивци (лат. Vanellus) су род птица приобалних подручја који провизорно садржи све вивке осим црнокапог жалара (Erythrogonys cinctus).

## Таксономија
Род Vanellus је формално описао француски зоолог и природњак Матирен Жак Брисон 1760. Име је изведено таутонимијом од оригиналног биномног имена вивка vanellus vanellus који је увео Карл фон Лине у "Systema Naturae" 1758. Vanellus је на средњовековном латинском језику назив за „вивка“. То је деминутив од латинског vanus што значи „вејање“ или „лепеза“. Назив " vanellus " је латински за "мала лепеза", а vanellus је деминутив од vannus " вејање". Име је у вези са звуком крила вивака у лету.
Vanellus систематика се до сада одупирала јасном разјашњењу. У овом тренутку признато је 23 врсти вивака. Иако би можда било пожељно да се овај велики и разноврстан род мало подели, морфолошке карактеристике су збуњујућа мешавина апоморфних и плезиоморфних особина у било којој врсти, са неколико веза које су лако видљиве. Утврђено је да молекуларни подаци обезбеђују још мање довољну резолуцију, иако вивци још увек нису толико темељно проучавани у овом аспекту као друге шљукарице Charadriiformes. 
Једина ствар која се може рећи са приличном сигурношћу је да се према подацима о секвенци ДНК чини да се једна група од 5 врста издваја. Реч је о вивцима без реса које су издвојене као Anitibyx, Belonopterus, Hoplopterus and Ptiloscelys. Они су визуелно веома различити, али је приметно да њихова дистрибуција формира чисту путању кроз тропске регионе света осим Аустралије ; могли би замислити да формирају грану. Једина врста међу њима која је миграторна је андски виван (Vanellus resplendens), који се, као што је горе наведено, не може спојити са истински миграторним вивцима по овим основама. Међутим, ако би се ови одвојили, као прво, готово је сигурно да би и друге лозе такође захтевале одвајање; назив новог рода би вероватно био Hoplopterus, који је најдужи и најраспрострањенији алтернативни род вивака. 

## Опис
Ови дугоноге птице приобалних подручја углавном имају перје са шарама. Иако најпознатији вивак (Vanellus vanellus), има танки кресту, само две друге врсте то имају. Црвене или жуте ресе на лицу су типичан украс.
Само вивак, степски вивак (Vanellus gregarius), белорепи вивак (Vanellus leucurus), сивоглави вивак (Vanellus cinereus) и смеђогруди вивак (Vanellus superciliosus) су заиста миграторне врсте. Андски вивак (Vanellus resplendens) се зими креће ка нижим надморским висинама.
Вивак остругаш (Vanellus spinosus), вивак ковач (Vanellus armatus), речни вивак (Vanellus duvaucelii), јужни вивак (Vanellus chilensis), андски вивак (Vanellus resplendens)  су шарене, црвенооке врсте са оструганим карпалним зглобом.
Многе врсте имају ресе које могу бити мале, као црноглави вивак (Vanellus tectus), етиопски вивак (Vanellus melanocephalus), црвенолики вивак (Vanellus indicus) и тробојни вивак (Vanellus tricolor) или велике као белокрили ресасти вивак (Vanellus albiceps), смеђи ресасти вивак (Vanellus senegallus), индијски ресасти вивак (Vanellus malabaricus), јавански вивак (Vanellus macropterus) и аустралијски ресасти вивак (Vanellus miles).

## Врсте
Род Vanellus садржи 23 врста; већина врсти је монотипски таксон, изутеци су Дугопрсти вивак Vanellus crassirostris, Црноглави вивакVanellus tectus, Црнокрили вивак Vanellus melanopterus, Крунасти вивак Vanellus coronatus, Смеђи ресасти вивак Vanellus senegallus, Црвенолики вивак Vanellus indicus, Аустралијски ресасти вивак Vanellus miles, Јужни вивак Vanellus chilensis.
| Фотографија | Научно име                                      | Име                        | Распрострањеност | Подврсте | Статус                  |
| ----------- | ----------------------------------------------- | -------------------------- | --- | --- | ----------------------- |
|             | Vanellus vanellus (Linnaeus K.F. 1758)          | Вивак                      | Европа, Турска и северозападни Иран преко западне Русије и Казахстана до југоисточног Сибира, Монголије и северне Кине; Зимује од Западне Европе, источноатлантских острва и Северне Африке преко Медитерана, Блиског истока и Ирана преко Северне Индије до југоисточне Кине, Кореје и јужног Јапана | Монотипски таксон | скоро угрожени таксон   |
|             | Vanellus crassirostris (Hartlaub K.J.G. 1855)   | Дугопрсти вивак            | Јужни Судан преко Уганде, источна и југоисточна Демократска Република Конго, Кеније и Танзаније до северног Малавија; југоисточна Нигерија, Чад, Танзанија, Замбија и Малави до источне и западне Анголе, северне Боцване и југоисточне Јужноафричке Републике | * Vanellus crassirostris crassirostris (Hartlaub K.J.G. 1855) * Vanellus crassirostris leucopterus (Reichenow A. 1881)                                                                                       | најмање угрожени таксон |
|             | Vanellus armatus (Burchell W.J. 1822)           | Вивак ковач                | Вивак ковачАнгола до централне Танзаније и централне Кеније, и јужна Намибије осим обале до Јужноафричке Републике | Монотипски таксон | најмање угрожени таксон |
|             | Vanellus spinosus (Linnaeus K.F. 1758)          | Вивак остругаш             | Источно Средоземље и Блиски исток до југозападног Ирана, а у Африци уз реку Нил до Централног и Јужног Судана; такође јужно од Сахаре од јужне Мауританије и Сенегала преко Нигерије до Етиопије и Сомалије, и јужно до Уганде, Кеније и североисточне Танзаније, можда се ширећи до северне Замбије | Монотипски таксон | најмање угрожени таксон |
|             | Vanellus duvaucelii (Lesson R.P. 1826)          | Речни вивак                | Северна Индија од Химачал Прадеша и Непала преко источне и североисточне Индије до југоисточне Кине, западни Јунан и Индокине до северног Малајског полуострва; статус даље на истоку није јасан, али се могуће протеже до Хајнана и Хонг Конга | Монотипски таксон | скоро угрожени таксон   |
|             | Vanellus malabaricus (Boddaert P. 1783)         | Индијски ресасти вивак     | Јужни Пакистан, Синд и Индија од Гуџарата и Химачал пардеша, источно до Бихара и јужно преко полуострва до Шри Ланке; зимује у јужном Непалу , Западном Бенгалу и Бангладешу | Монотипски таксон | најмање угрожени таксон |
|             | Vanellus tectus (Boddaert P. 1783)              | Црноглави вивак            | Јужна Мауританија и Сенегал до Еритреје, Етиопије, Уганде и северозападне Кеније, Јужна Сомалија до источне Кеније, северна Танзанија | * Vanellus tectus tectus (Boddaert P. 1758) * Vanellus tectus latifrons (Reichenow A. 1881) | најмање угрожени таксон |
|             | Vanellus albiceps (Gould, J. 1834)              | Белокрили ресасти вивак    | Сенегамбија и Сијера Леоне, источно до Јужног Судана, и севернозападни преко западна и централна Демократска Република Конго до северозападне Анголе; западна Уганда, југоисточна Танзанија; река Замбези и северни Мозамбик | Монотипски таксон | најмање угрожени таксон |
|             | Vanellus lugubris (Lesson R.P. 1826)            | Сенегалски вивак           | јужни Мали; северно од шумске зоне у Гвинеји и Обали Слоноваче; обала од Сијера Леонеа делимично до југозападне Нигерије; Габон, западна Демократска Република Конго и западна Ангола, источна до Кеније, и јужна преко Танзаније, североисточне Замбије, Малавија и Мозамбика до источне Јужноафричка Република (Квазулу-Натал); такође острва код Танзаније, Пемба, Занзибар, Латам, Мафија); повремени посетилац Сенегала. Зимује у јужној Сомалији | Монотипски таксон | најмање угрожени таксон |
|             | Vanellus melanopterus (Cretzschmar P.J. 1829)   | Црнокрили вивак            | Еритреја и Етиопија, југозападна Кенија и централна Танзанија; источна Јужнафричка република, јужна Мпумаланга, источни Западни Кејпа и Источни Кејп и Свазиленд; зимује на обали, од крајњег југа Мозамбика до источног Западног Кејпа | * Vanellus melanopterus melanopterus (Cretzschmar P.J. 1829) * Vanellus melanopterus minor (Zedlitz O.E, 1908)                                                                                               | најмање угрожени таксон |
|             | Vanellus coronatus (Boddaert P. 1783)           | Крунасти вивак             | Етиопија од југа преко источне Африке до Анголе и Јужноафричке републике, Сомалија | * Vanellus coronatus coronatus (Boddaert P. 1829) * Vanellus coronatus demissus (Friedmann, H. 1928) | најмање угрожени таксон |
|             | Vanellus senegallus (Linnaeus K.F. 1766)        | Смеђи ресасти вивак        | Југозападна Мауританија, Сенегамбија и југозападни Сијера Леоне источно до Судана, Демократска Република Конго, Уганда, западна и централна Етиопија и Еритреја, северни Конго и Ангола и југа до запада Танзаније, Замбија и Малави до севера Намибије, Јужноафричка Република | * Vanellus senegallus senegallus (Linnaeus K.F. 1766) * Vanellus senegallus major (Neumann O.R. 1914) * Vanellus senegallus lateralis (Smith, A. 1839)                                                       | најмање угрожени таксон |
|             | Vanellus melanocephalus (Rüppell W.P.E.S. 1845) | Етиопски вивак             | Етиопија | Монотипски таксон | најмање угрожени таксон |
|             | Vanellus superciliosus (Reichenow A. 1886)      | Смеђогруди вивак           | Нигерија, Демократска Република Конго. Забележени су случајеви када се не гнезде од источне Гане преко централног и северног Камеруна и јужног Чада, јужне Викторије и северозападне Танзаније | Монотипски таксон | најмање угрожени таксон |
|             | Vanellus cinereus (Blyth E. 1842)               | Сивоглави вивак            | Североисточна и источна Кина, унутрашња Монголија, Централна Манџурија, Ђангсу, Фуђен, суседни делови Русије и Јапана, Хоншу. Зимује у јужној Азији од Непала, северне и североисточне Индије и Бангладеша до југоисточне Кине и северне Индокине | Монотипски таксон | најмање угрожени таксон |
|             | Vanellus indicus (Boddaert P. 1783)             | Црвенолики вивак           | Југоисточна Турска, Ирак, Иран, Источна Арабија, Јужна Транскаспија, Авганистан и Пакистан; североисток Сирије, Индија, Непалу и Бангладеш, Шри Ланка, Мјанмар до северног полуострва Малезије и јужног Вијетнама | * Vanellus indicus indicus (Boddaert P. 1783) * Vanellus indicus aigneri (Laubmann A.L. 1913) * Vanellus indicus lankae (Koelz W.N. 1939) * Vanellus indicus atronuchalis (Jerdon, T.C. 1864)                | најмање угрожени таксон |
|             | Vanellus macropterus (Wagler J.G. 1827)         | Јавански вивак             | Западна и Источна Јава у прошлости, можда Суматра и Тимор. Веома је могуће да је изумрла врста, није виђена од 1940. године | Монотипски таксон | крајње угрожени таксон  |
|             | Vanellus tricolor ((Vieillot L.J.P. 1818)       | Тробојни вивак             | Аустралија, јужно од око 20° јужне географске ширине и Тасманија | Монотипски таксон | најмање угрожени таксон |
|             | Vanellus miles (Boddaert P. 1783)               | Аустралијски ресасти вивак | Североисточна и јужна Нова Гвинеја и острва Ару до северне Аустралије; вероватно зимује у југоисточној Воласији, источној и југоисточној Аустралији, Тасманији и Новом Зеланду, укључујући острво Стјуарт; недавно колонизован, а сада добро настањен на Чатамским острвима | * Vanellus miles miles (Boddaert P. 1783) * Vanellus miles novaehollandiae (Stephens, J.F. 1819) | најмање угрожени таксон |
|             | Vanellus gregarius (Pallas P.S. 1771)           | Степски вивак              | Јужни део Русије и Казахстана и крајњи северозапад Кине. Зимује у Судану и Еритреји, Израелу и Арабијском полуострву, Пакистану и северозападној Индији; могуће и у Ираку и Ирану | Монотипски таксон | крајње угрожени таксон  |
|             | Vanellus leucurus (Lichtenstein, M.H.C. 1823)   | Белорепи вивак             | Централна и југоисточна Турска, источна Сирија и Јордан, североисточно преко Азербејџана и Транскаспије до Јужног Балкаша, и југоисточно преко Ирака и Ирана до Западног Пакистана; недавно забележено гнежђење у Румунији, Кипру и Јерменији, могуће проширење ареала, као и у Гуџарату, северозападна Индија. Зимује од Судана преко Ирака и Ирана до централног и источног Пакистана и северозападне и северне Индије                               | Монотипски таксон | најмање угрожени таксон |
|             | Vanellus chilensis (Molina G.I. 1782)           | Јужни вивак                | Централна Америка и северна Јужна Америка јужно до северне обале реке Амазон, јужно од реке Амазон јужно кроз централни, источни и јужни Бразил до северног Чилеа и северне Аргентине и Чиле јужно до острва Чилое и Комодоро Ривадавије, јужни Чиле и јужна Аргентина | * Vanellus chilensis cayennensis (Gmelin J.F. 1789) * Vanellus chilensis lampronotus (Wagler J.G. 1827) * Vanellus chilensis chilensis (Molina G.I. 1782) * Vanellus chilensis fretensis (Brodkorb, P. 1934) | најмање угрожени таксон |
|             | Vanellus resplendens (Tschudi, J.J. 1843)       | Андски вивак               | Анди од југозападне Колумбије, Кауке до северног Чилеа, Антофагасте и северозападне Аргентине, Катамарке | Монотипски таксон | најмање угрожени таксон |

#### Праисторијске врсте
Врсте познате само из фосилних или субфосилних остатака укључују:
- † Vanellus madagascariensis (Мадагаскар из 14. века) [30]
- † Vanellus liffyae (касни плиоцен централне Аустралије) [31]
- † Vanellus lilloi (средњи/касни плеистоцен Центинела дел Мар, Аргентина)
- † Vanellus downsi (касни плеистоцен Ранчо Ла Бреа, САД)
- † Vanellus edmundi (касни плеистоцен у Талалри, Перу)

Чини се да су последња три од њих веома блиско повезана са јужним вивком и сви су их аутори који описују поставили у Belonopterus. Ако Viator picis, такође из касног плеистоцена Таларе, не припада потпуно изумрлој лози, можда припада и тој групи; чини се да је превелика да би била уско повезана са малим вивком жаларом . 
Ни раноолигоценски Dolicopterus  из Ронзона, Француска, ни наводни средњеолигоценски вивак „Vanellus" selysii из Рупелмонда (Белгија) несумњиво припадају овде. Иако њихова старост сугерише да они заиста могу представљати неке древне вивке, фосилни остаци нису проучавани много деценија и преглед је озбиљно закаснио. 

## Распрострањеност и станиште
Род Vanellus са своје 23 врсте је глобално врло распрострањен. Европа 4 врсте, Северна Америка 1 врста, Мезоамерика 1 врста, Карипска острва 2 врсте, Јужна Америка 2 врсте, Северна Азија 5 врсти, Источна Азија 5 врсти, Западна Азија и Средња Азија 7 врсти, Јужна Азија и Југоисточна Азија 9 врста, Северна Африка  4 врсте,  Подсахарска Африка 14 врсти, Океанија 3 врсте. Наравно, већина врсти се може наћи на више глобалних локација.
Као и у случају распрострањености и станиште је веома диверзификовано. Насељавају саване, жбунаста подручја, травњаке, мочваре, пустиње, морска приобална подручја.

## Гнежђење
Пошто је род Vanellus распрострањен по целом свету, гнежђење почиње у пролеће и наставља се за неке врсте током лета, у зависности од локације на којој се гнезде. Пошто имају различита станишта и гнежђење је прилагођено станишту, али су већински гнезде близу обала, где праве гнезда на земљи у високој трави или другом растињу.

## Исхрана
се често може видети у веома плиткој води, где лови инсекте и други мали плен углавном са површине воде, посебно бубе и скакавце, али и гусенице и ларве мува; такође једе црве, мекушце и ракове, укључујући слатководне шкампе. Обично се храни на сувом копну на типичан начин као сви вивци, али и хватањем ногама у плиткој води, а понекад хвата плен испитивањем меког блата; у Африци такође гази у дубљој води, понекад потпуно потапајући главу.

## Статус
Црвени списак IUCN је две врсте из рода Vanellus сврстао у крајње угрожени таксон, две у скоро угрожени таксон и 19 у  најмање угрожени таксон. На основу последњих евалуација 4 врсте имају повећање броја, 7 врста имају пад, 3 врсте имају стабилан број јединки, док за остале врсте није познат тачан број јединки.